# Madonna di Pozzano
Madonna di Pozzano (Mare de Déu de Pozzano) és el nom que s'utilitza per venerar la Mare de Déu representada en un quadre mentre, asseguda en un tron, alleta el Nen Jesús al santuari basílica del mateix nom de Castellammare di Stabia. La pintura data del segle xi-xiii. La Madonna és, juntament amb Sant Catello, copatrona de la ciutat estabiana.

## Història
La tradició diu que, seguint l'iconoclàstia, la pintura de la Mare de Déu de Pozzano, segons els historiadors una còpia de la Mare de Déu de Constantinoble, va quedar amagada en un pou del turó de Pozzano. Uns quants segles més tard, uns pagesos que vivien prop del pou, ara abandonat i cobert de esbarzers, van veure com una flama cremava durant diversos vespres, però por no gosaven apropar-se. Uns dies després, un grup de pescadors, decidits a remolcar les barques a la platja per l'arribada d'una tempesta, haurien presenciat l'aparició de la Mare de Déu, qui, coberta amb un vel blanc, els convidava a buscar el pou i a recuperar la imatge sagrada afegint-hi:
| « | En aquell lloc vull que es construeixi una església en el meu honor, i els estabians podran estar segurs que hi gaudiran de tot el favor del meu patrocini. | » |

Els pescadors, creient que era una al·lucinació, no van seguir la invitació de la Mare de Déu, que va reaparèixer l'endemà al vespre. Llavors, els homes, espantats, van córrer cap al bisbe, qui havia tingut la mateixa visió en somni. Organitzada una processó, en poc temps, després de treure grans quantitats d'esbarzers, es va trobar el pou i a l'interior un quadre que contenia l'efígie de la Mare de Déu, miraculosament ben conservada malgrat la humitat del lloc.
Tanmateix, aquesta llegenda s'ha negat en part sobre els orígens de la pintura, que es remunta al final de la iconoclàstia.

## Iconografia
L'obra, d'estil romà d'Orient (tal com va ser definida l'any 1952 per Francesco di Capua), fa 131 centímetres d'alt per 71 d'ample i està realitzada sobre tela de lli fi, després adherida a taules de fusta.
La representació representa la Verge Maria asseguda, en un tron, recolzada en un núvol, sostenint en Nen Jesús en braços mentre l'alleta. La mirada de la Mare de Déu, amb el cap coronat per dotze estrelles, es gira cap a l'espectador, mentre que la del nen mira la seva mare. Ambdós personatges van vestits amb vestits de color rosa-vermell i porten collarets i corones. A més, la Mare de Déu està coberta per un mantell celeste, la part inferior del qual està decorada amb estrelles; a les vores laterals del quadre els dotze apòstols estan representats en petites llunetes.
Feta de manera anònima, l'obra al llarg dels anys s'ha atribuït a Sant Lluc, a un pintor grec desconegut i a l'escola toscana. El llenç va ser completament restaurat l'any 1995.